# Uczelnia
Ten artykuł należy dopracować:

przedstawiono sytuację tylko z polskiej perspektywy – artykuł powinien być przekrojowy.
Pomóż go poprawić. Na stronie dyskusji mogą znajdywać się pomocne komentarze.

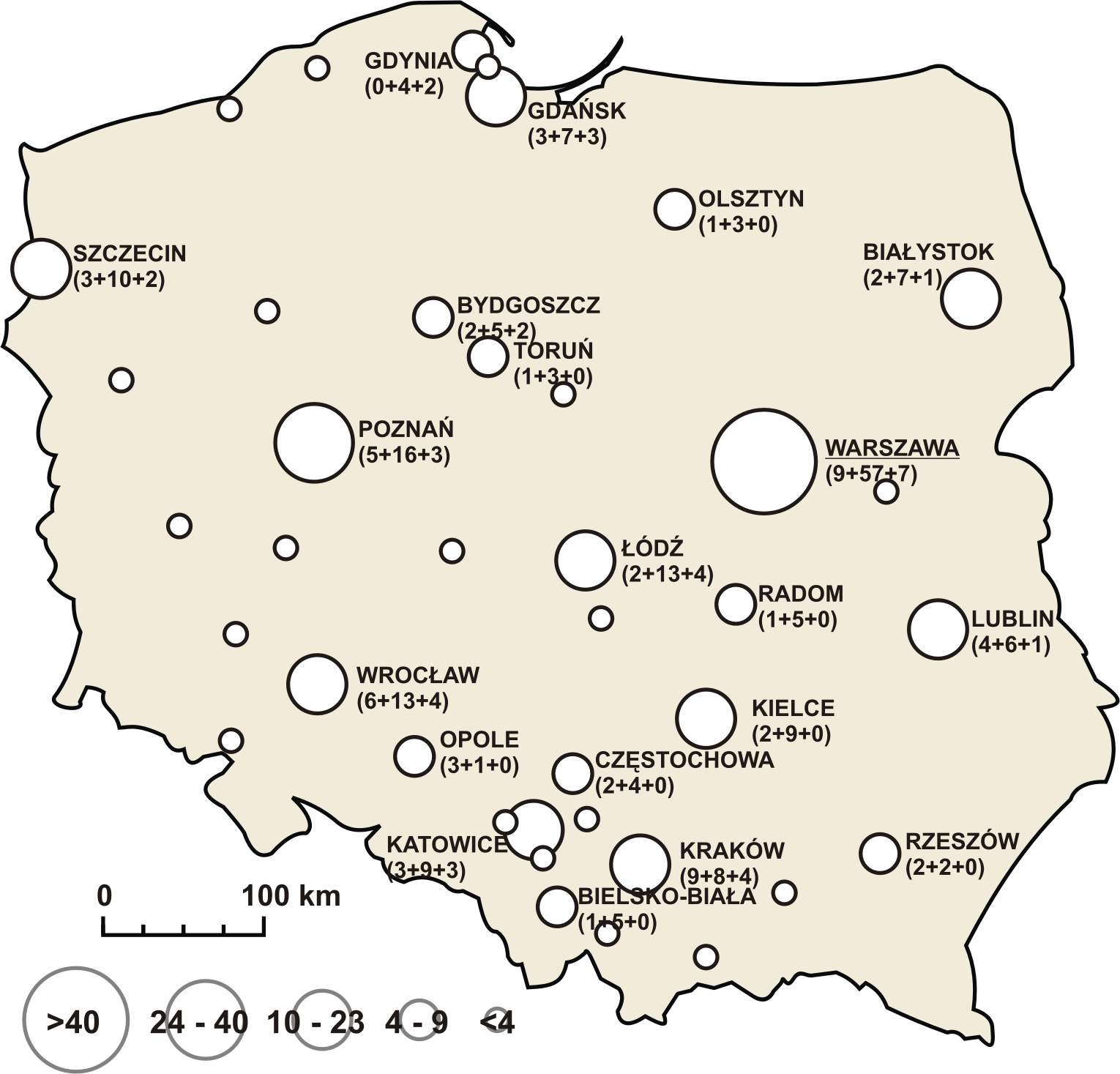
Ważniejsze ośrodki akademickie w Polsce. Wybrane miasta opisano według schematu: liczba uczelni publicznych podległych MEiN + liczba uczelni niepublicznych + liczba uczelni publicznych spoza MEiN. Schemat nie uwzględnia zamiejscowych jednostek organizacyjnych uczelni

Uczelnia (również szkoła wyższa) – szkoła prowadząca studia wyższe.

## Uczelnie w Polsce
Uczelnia to w Polsce jednostka organizacyjna państwowa, samorządowa lub prywatna działająca na podstawie przepisów ustawy Prawo o szkolnictwie wyższym i nauce lub, w przypadku uczelni kościelnych, na podstawie umowy rządu z władzami odpowiedniego Kościoła. W polskim systemie edukacji jest to szkoła kształcąca absolwentów liceów i techników, którzy zdali egzamin maturalny. Studia pierwszego stopnia kończą się nadaniem tytułu zawodowego licencjata lub inżyniera, drugiego stopnia zaś magistra lub magistra inżyniera. Niektóre kierunki mają jednak formę jednolitych studiów magisterskich i kończą się one uzyskaniem tytułu magistra albo lekarza, lekarza dentysty lub lekarza weterynarii. Ukończenie studiów drugiego stopnia lub jednolitych studiów magisterskich pozwala kontynuować naukę w szkole doktorskiej.
Poszczególne wydziały uczelni mogą być uprawnione do nadawania stopni naukowych doktora oraz doktora habilitowanego. Uczelnia posiadająca co najmniej jedną kategorię naukową A, A+ lub B w co najmniej jednej dyscyplinie naukowej lub artystycznej ma status uczelni akademickiej, a niespełniająca tego warunku status uczelni zawodowej.
Poszczególne kierunki studiów na uczelniach podlegają akredytacji polegającej na sprawdzeniu, czy dany kierunek odpowiada przewidzianym dla niego standardom kształcenia. Instytucją odpowiedzialną za akredytację szkolnictwa wyższego w Polsce jest Polska Komisja Akredytacyjna. Ponadto uczelnie prowadzą studia podyplomowe, a także działalność naukową.